# Linea Iizaka
La linea Iizaka (福島交通飯坂線?, Fukushima kōtsū Iizaka-sen) è una ferrovia urbana a scartamento ridotto situata nella città di Fukushima, in Giappone. Dagli abitanti della città è anche chiamata Iiden (飯電?)

## Caratteristiche della rete
- Percorso: Fukushima – Iizaka Onsen
- Lunghezza: 9,2 km
- Scartamento: 1067 mm
- Numero di stazioni: 12
- Numero di binari: binario semplice per tutto il tracciato
- Elettrificazione: 1500 V CC a 50 Hz
- Sistema di blocco: Sistema di blocco automatico

## Servizi
La linea dispone di treni esclusivamente locali, che fermano a tutte le stazioni della linea. La frequenza è di un treno ogni 20-25 minuti durante il giorno, ogni 15 durante le ore di punta, e ogni 25-30 la sera. Essendo il deposito situato a Sakuramizu, il primo e l'ultimo treno del giorno parte da questa stazione.

## Stazioni
| Stazione              | Giapponese     | Distanza interst. | Distanza totale | Collegamenti | Posizione | Posizione |
| --------------------- | -------------- | ----------------- | --------------- | --- | --------- | --------- |
| Fukushima             | 福島           | 0.0               | 0.0             | ■ Linea principale Tōhoku ■ Tōhoku Shinkansen ■ Akita Shinkansen ■ Yamagata Shinkansen ■ Linea principale Ōu ■ Linea Abukuma Express | Fukushima | Fukushima |
| Soneda                | 曽根田         | 0.6               | 0.6             | | Fukushima | Fukushima |
| Bijutsukantoshokanmae | 美術館図書館前 | 0.8               | 1.4             | | Fukushima | Fukushima |
| Iwashiroshimizu       | 岩代清水       | 1.3               | 2.7             | | Fukushima | Fukushima |
| Fukushima             | 泉             | 0.3               | 3.0             | | Fukushima | Fukushima |
| Kamimatsukawa         | 上松川         | 0.7               | 3.7             | | Fukushima | Fukushima |
| Sasaya                | 笹谷           | 0.5               | 4.2             | | Fukushima | Fukushima |
| Sakuramizu            | 桜水           | 0.9               | 5.1             | | Fukushima | Fukushima |
| Hirano                | 平野           | 1.1               | 6.2             | | Fukushima | Fukushima |
| Iohji-mae             | 医王寺前       | 1.2               | 7.4             | | Fukushima | Fukushima |
| Hanamizuzaka          | 花水坂         | 1.3               | 8.7             | | Fukushima | Fukushima |
| Iizaka Onsen          | 飯坂温泉       | 0.5               | 9.2             | | Fukushima | Fukushima |